# Devaneio

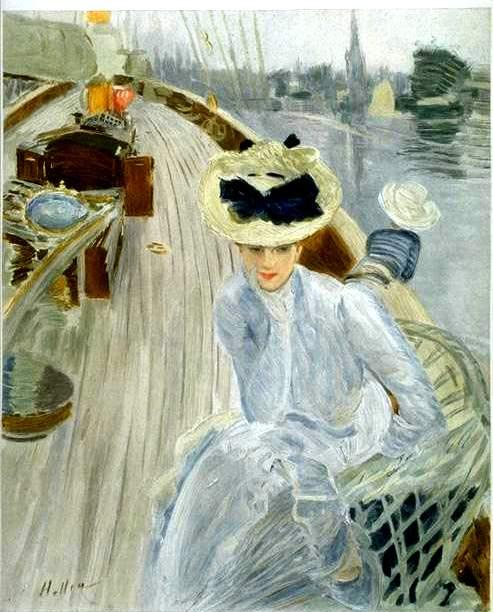
Devaneio representado por Paul César Helleu

Devaneio ou sonhar acordado é o desprendimento das próprias imediações de um indivíduo, durante o qual seu contato com a realidade é difuso e parcialmente substituído por uma fantasia visionária.

## Sociedade e aspectos positivos e negativos
Os aspectos negativos do devaneio começaram a ser apurados depois que o trabalho humano tornou-se ditado pelo movimento da ferramenta[carece de fontes?]. Como a produção artesanal foi substituída em grande parte pela linha de montagem que não permitia qualquer tipo de criatividade, nenhum lugar foi deixado para os aspectos positivos de devaneio. Ela não só se tornou associado com preguiça, mas também com perigo.
Por exemplo, no final do século XIX, Toni Nelson argumentou que alguns sonhos com fantasias grandiosas são auto-gratificantes tentativas de "realização de desejos". Ainda na década de 1950, alguns psicólogos alertaram os pais para não deixar seus filhos em devaneio, por medo de que as crianças pudessem ter "neurose e até psicose".
A psicologia de Freud interpretou o devaneio como uma expressão dos instintos humanos reprimidos de forma semelhante aos sonhos durante a noite. No final da década de 1960, os psicólogos Jerome L. Singer, da Universidade de Yale e John S. Antrobus do City College de Nova York criaram um questionário de devaneio. Tal, chamado de "Inventário de Processos da Imaginação (IPI)", tem sido usado para investigar devaneios. Psicólogos e George Leonard Giambra Huba usaram o IPI e descobriram que as imagens dos que sonham acordados variam de duas maneiras: devaneios de bons momentos, devaneios de culpa ou medo.